# Mateusz Mieses
Mateusz Mieses (ur. 30 czerwca 1885 w Przemyślu, zm. 18 stycznia 1945) – żydowski historyk, językoznawca i publicysta, autor książek i artykułów na temat historii Żydów polskich, rasizmu i języka jidysz.

## Życiorys
Urodził się w rodzinie kupców żydowskich związanej z haskalą. Jego rodzicami byli: Jakub Ozjasz i Chaja Lea z Gansów, a jednym z braci Józef Mieses, naczelny rabin Wojska Polskiego. Początkowo uczył się w chederze rabina Glazera, potem ukończył Gimnazjum Klasyczne w Przemyślu, a następnie studia filozoficzne na Uniwersytecie Wiedeńskim. Od 1910 roku pracował naukowo we Lwowie, Krakowie, Wiedniu i Berlinie, w zakresie religioznawstwa, historii i etnografii Żydów. W czasie I wojny światowej służył w wojsku austriackim. Od 15 sierpnia 1926 jego żoną była Ada Jakeles . W latach 1928–1934 był ławnikiem Zarządu Miejskiego i przewodniczącym Związku Kupców w Przemyślu  .
Gdy rozpoczęła się II wojna światowa przebywał w Przemyślu. Pod okupacją niemiecką kontynuował tam badania i planował opublikować encyklopedię religii w 16 tomach (twórczość z tego okresu nie zachowała się). Po likwidacji getta w Przemyślu jesienią 1943 roku został deportowany do obozu pracy w Szebniach. W lutym 1944 roku wysłany do obozu w Płaszowie, gdzie wraz z innymi żydowskimi intelektualistami został zatrudniony przy katalogowaniu książek z bibliotek żydowskich. 18 stycznia 1945 roku zmarł z wyczerpania podczas marszu śmierci do obozu w Gliwicach .

## Poglądy

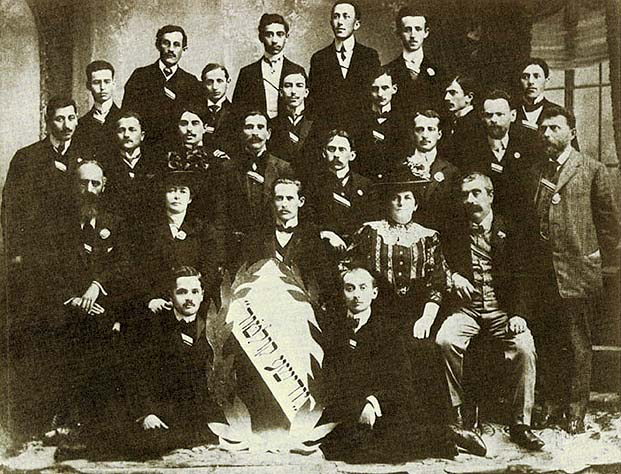
Uczestnicy konferencji językowej w Czerniowcach w 1908 roku

Był uważany za głównego przedstawiciela jidyszyzmu. W obronie jidysz żarliwie stanął podczas przełomowej konferencji w Czerniowcach w 1908 roku, gdy zwolennicy tego języka wygrali z rzecznikami hebrajskiego. Opublikował kilka ważnych prac na temat jidysz, który miał rozwijać się, jego zdaniem, jako język własny Żydów aszkenazyjskich. Jedyny sposób rozwiązania „kwestii żydowskiej” widział w „rozsądnym oświeceniu” . Szeroko badał pozytywną rolę Żydów w historii Polski, szczególne zainteresowanie czytelników wzbudziła jego praca o Polakach-chrześcijanach pochodzenia żydowskiego .
Opublikował, w latach 1904–1939, kilkaset artykułów w językach: polskim, niemieckim, jidysz i hebrajskim, m.in. w czasopismach: „Kurier Lwowski”, „Ateneum Polskie”, „Nasz Przegląd”, „Chwila”, „Gazeta Wieczorna”, „Nowy Dziennik”, „Opinia”, „Miesięcznik Żydowski”, „Wschód”, „Głos Gminy Żydowskiej”, „Ha-Olula”, „Ha-Micpe”, „Ha-Olam”, „Ha-Jarden”, „Ba-Derech”. Używał też formy imienia i nazwiska: Matthias Mieses, Matatiahu Mieses i Matityahu Mizes, pseudonimu Mateusz Przemyski oraz podpisywał się inicjałami MM   .

## Książki
- Ha-Polanim ve-ha-Yehudim (1905) – Polacy i Żydzi
- Ha-‘Amim ha-‘atikim ve-Yisra’el (1909) – Narody starożytne a Izrael
- W kwestii nienawiści rasowej (1912)
- Die Entstehungsursache der jüdischen Dialekte (1915)
- Germanen und Juden (1917)
- Zur Rassenfrage; eine stammes- und kulturgeschichtliche Untersuchung (1919)
- Die Gesetze der Schriftgeschichte; Konfession und Schrift im Leben der Völker (1919)
- Der Ursprung des Judenhasses (1923)
- Die jiddische Sprache. Eine historische Grammatik des Idioms der integralen Juden Ost- und Mitteleuropas (1924)
- Psychologische Rudimente : Glossen zur Kenntnis d. Einzel- u. Massenseele (1928)
- Les juifs et les établissements puniques en Afrique du Nord (1933)
- Etyka żydowska a Europa (1933)
- Judaizanci we wschodniej Europie (1933)
- Rasa aryjska a semicka (1934)
- Żydzi w obronie granic Polski przedrozbiorowej (1935)
- Nauka o rasach w służbie polityki (1937)
- Żydzi jako rolnicy w dawnej Polsce (1938)
- Polacy-chrześcijanie pochodzenia żydowskiego (tom 1–2, 1938)
- Udział Żydów w wojnach Polski przedrozbiorowej (1939)
- Udział Żydów polskich w nauce
- Z rodu żydowskiego: Zasłużone rodziny polskie krwi niegdyś żydowskiej (1991)